# Stellaris (datorspel)
Stellaris är ett 4X-storstrategidatorspel utvecklat av Paradox Development Studio och utgivet av Paradox Interactive. Stellaris, liknande Paradoxs tidigare spel, kretsar kring att hantera ett rike i en stor galax och expandera sitt galaktiska rike genom att utforska rymden för att hitta beboeliga planeter att kolonisera eller andra civilisationer att erövra diplomatiskt, alternativt med våld. Spelet släpptes till  Windows, OS X och Linux den 9 maj 2016.

## Utveckling
Stellaris utvecklades av Paradox Development Studio och gavs ut av deras moderbolag, Paradox Interactive. Spelet utannonserades officiellt den 6 augusti på datorspelsmässan Gamescom. Stellaris släpptes internationellt den 9 maj 2016. 

## Mottagande
Mindre än 24 timmar efter spelets släpp meddelade Paradox Interactive att Stellaris hade sålt över 200 000 exemplar. Vilket innebar ett nytt säljrekord för utvecklaren Paradox Development Studio. Det var inte mer än företagets rekord på 250 000 sålda exemplar från året innan, som gjordes av spelet Cities: Skylines. Dock drog Stellaris in mer intäkter under de första 24 timmarna än vad deras tidigare spel hade gjort, vilket gjorde Stellaris till Paradoxs högst inkomstbringande spel under de första 24 timmarna. Den 21 juni, mer än en månad sedan spelet släpptes, meddelade Paradox Interactive att Stellaris hade sålt mer än 500 000 exemplar. Enligt hemsidan Steam Spy så hade spelet mer eller mindre 1 300 000 ägare på Steam den 2 september 2017.
| Mottagande      | Mottagande    |
| Samlingsbetyg   | Samlingsbetyg |
| Tjänst          | Betyg         |
| --------------- | ------------- |
| Gamerankings    | (PC) 77.30%   |
| Metacritic      | (PC) 78/100   |
| Recensionsbetyg |               |
| Publikation     | Betyg         |
| Destructoid     | (PC) 9/10     |
| Gamespot        | (PC) 7/10     |
| IGN             | (PC) 6.3/10   |
| PC Gamer UK     | (PC) 70/100   |
| Polygon         | (PC) 7.5/10   |